# Typostola pilbara
Typostola pilbara är en spindelart som beskrevs av Hirst 1999. Typostola pilbara ingår i släktet Typostola och familjen jättekrabbspindlar.
Artens utbredningsområde är Western Australia. Inga underarter finns listade i Catalogue of Life.